# オノラ・オニール
オノラ・シルヴィア・オニール CH CBE HonFRS FBA FMedSci MRIA（Onora Sylvia O'Neill, 称号: Baroness O'Neill of Bengarve, 1941年8月23日 - ）は、イギリスの哲学者・政治家。ケンブリッジ大学名誉教授。王立学会名誉フェロー。英国学士院元会長。英国貴族院議員。
研究テーマは、カント、倫理学、政治哲学、正義論、グローバル・ジャスティス、生命倫理、信頼、利他主義など。博士課程指導教授はジョン・ロールズ。

## 人物
1941年北アイルランドに生まれる。外交官の父ダグラス・ウォルター・オニールの仕事の関係でドイツで幼少期を過ごす。帰国しロンドンのセント・ポール女学院を経て、オックスフォード大学サマーヴィル・カレッジに入学。当初は歴史学を専攻していたが、哲学を志すようになり、同カレッジのエリザベス・アンスコムの支援のもと専攻をPPPに変更する。卒業後、渡米しハーバード大学でジョン・ロールズやロバート・ノージックの教えを受け、ロールズの指導のもと博士号を取得する。
教育者としては、ニューヨークのバーナード・カレッジ（当時はコロンビア大学の女子カレッジ）で教鞭をとった後、1977年に帰国してエセックス大学教授、1992年からケンブリッジ大学教授となり、また同年から2006年までニューナム・カレッジ学寮長を兼任。退職後はケンブリッジ大学名誉教授となる。
社会活動としては、アリストテレス協会会長（1988年 - 1989年）、英国遺伝子諮問委員会議長代理（1996年 - 1999年）、ナフィールド生命倫理委員会議長（1996年 - 1998年）、ナフィールド財団理事（1998年 - 2010年）、イギリス哲学会初代会長（2004年 - 2006年）、英国学士院会長（2005年 - 2009年）、平等および人権委員会議長（2013年 - 2016年）といった要職を歴任する。2001年のギフォード講義、2002年のBBCリース講義、2013年のTEDなどでは、「信頼」をテーマに講義した。
政治家としては、1999年トニー・ブレア首相による貴族院改革により、一代貴族に叙爵され（Baroness O'Neill of Bengarve）、終身の無所属議員（中立派のクロスベンチャー）となる。
栄典としては、大英帝国勲章（CBE）をはじめ複数の受勲がある。2017年にはホルベア賞とバーグルエン賞を受賞した。

## 著作（日本語訳）

### 単著
- 『正義の境界』神島裕子訳、みすず書房、2016年。ISBN 9784622079552。
- 『理性の構成 カント実践哲学の探究』加藤泰史監訳、法政大学出版局〈叢書・ウニベルシタス〉、2020年。ISBN 9784588011245
- 『正義と徳を求めて 実践理性の構成主義的説明』髙宮正貴・鈴木宏・櫛桁祐哉訳、法政大学出版局〈叢書・ウニベルシタス〉、2024年。ISBN 9784588011702

### その他
- 「子どもの権利と子どもの生」大江洋訳、『現代思想』青土社、24巻7号、1996年。
- 「緒言」『義務とアイデンティティの倫理学 規範性の源泉』クリスティーン・コースガード著、寺田俊郎；三谷尚澄；後藤正英；竹山重光訳、岩波書店、2005年。ISBN 9784000225397
- 「〔訳出〕オニール，オノラ（2002）『信頼をめぐる問い：BBC リース講義2002』ケンブリッジ大学出版局」石川伸子訳、『学習院大学大学院政治学研究科政治学論集』31号、2018年。NAID 120006461010